# Orbitel
Orbitel – bułgarski dostawca usług telekomunikacyjnych z siedzibą w Sofii. Od 2006 roku należał do Magyar Telekom.
Przedsiębiorstwo zostało założone w 1997 roku. W 2010 roku Orbitel został przejęty przez Spectrum Net.